# Danh sách tiểu hành tinh: 18601–18700
| Tên                    | Tên đầu tiên | Ngày phát hiện      | Nơi phát hiện                      | Người phát hiện                                  |
| ---------------------- | ------------ | ------------------- | ---------------------------------- | ------------------------------------------------ |
| 18601 Zafar            | 1998 BL11    | 23 tháng 1 năm 1998 | Socorro                            | LINEAR                                           |
| 18602 Lagillespie      | 1998 BX12    | 23 tháng 1 năm 1998 | Socorro                            | LINEAR                                           |
| 18603 -                | 1998 BM25    | 28 tháng 1 năm 1998 | Oizumi                             | T. Kobayashi                                     |
| 18604 -                | 1998 BK26    | 28 tháng 1 năm 1998 | Caussols                           | ODAS                                             |
| 18605 Jacqueslaskar    | 1998 BL26    | 28 tháng 1 năm 1998 | Caussols                           | ODAS                                             |
| 18606 -                | 1998 BS33    | 31 tháng 1 năm 1998 | Oizumi                             | T. Kobayashi                                     |
| 18607 -                | 1998 BT33    | 31 tháng 1 năm 1998 | Oizumi                             | T. Kobayashi                                     |
| 18608 -                | 1998 BU45    | 25 tháng 1 năm 1998 | Kitt Peak                          | Spacewatch                                       |
| 18609 -                | 1998 BN48    | 30 tháng 1 năm 1998 | Geisei                             | T. Seki                                          |
| 18610 Arthurdent       | 1998 CC2     | 7 tháng 2 năm 1998  | Starkenburg Observatory            | Starkenburg, F. Hormuth                          |
| 18611 Baudelaire       | 1998 CB3     | 6 tháng 2 năm 1998  | La Silla                           | E. W. Elst                                       |
| 18612 -                | 1998 CK3     | 6 tháng 2 năm 1998  | La Silla                           | E. W. Elst                                       |
| 18613 -                | 1998 DR      | 19 tháng 2 năm 1998 | Kleť                               | Kleť                                             |
| 18614 -                | 1998 DN2     | 20 tháng 2 năm 1998 | Caussols                           | ODAS                                             |
| 18615 -                | 1998 DJ5     | 22 tháng 2 năm 1998 | Haleakala                          | NEAT                                             |
| 18616 -                | 1998 DR5     | 22 tháng 2 năm 1998 | Haleakala                          | NEAT                                             |
| 18617 Puntel           | 1998 DY9     | 24 tháng 2 năm 1998 | Les Tardieux                       | M. Bœuf                                          |
| 18618 -                | 1998 DD10    | 22 tháng 2 năm 1998 | Haleakala                          | NEAT                                             |
| 18619 -                | 1998 DG10    | 22 tháng 2 năm 1998 | Haleakala                          | NEAT                                             |
| 18620 -                | 1998 DS10    | 24 tháng 2 năm 1998 | Haleakala                          | NEAT                                             |
| 18621 -                | 1998 DD12    | 23 tháng 2 năm 1998 | Kitt Peak                          | Spacewatch                                       |
| 18622 -                | 1998 DN13    | 25 tháng 2 năm 1998 | Haleakala                          | NEAT                                             |
| 18623 Pises            | 1998 DR13    | 27 tháng 2 năm 1998 | Pises                              | Pises                                            |
| 18624 Prévert          | 1998 DV13    | 27 tháng 2 năm 1998 | Caussols                           | ODAS                                             |
| 18625 -                | 1998 DZ13    | 27 tháng 2 năm 1998 | Caussols                           | ODAS                                             |
| 18626 Michaelcarr      | 1998 DO23    | 27 tháng 2 năm 1998 | Caussols                           | ODAS                                             |
| 18627 -                | 1998 DH33    | 27 tháng 2 năm 1998 | Cima Ekar                          | U. Munari, M. Tombelli                           |
| 18628 -                | 1998 DJ33    | 27 tháng 2 năm 1998 | Cima Ekar                          | G. Forti, M. Tombelli                            |
| 18629 -                | 1998 DZ33    | 27 tháng 2 năm 1998 | La Silla                           | E. W. Elst                                       |
| 18630 -                | 1998 DT34    | 27 tháng 2 năm 1998 | La Silla                           | E. W. Elst                                       |
| 18631 -                | 1998 DQ35    | 27 tháng 2 năm 1998 | Cima Ekar                          | A. Boattini, M. Tombelli                         |
| 18632 -                | 1998 DN37    | 28 tháng 2 năm 1998 | La Silla                           | C.-I. Lagerkvist                                 |
| 18633 -                | 1998 EU      | 2 tháng 3 năm 1998  | Caussols                           | ODAS                                             |
| 18634 Champigneulles   | 1998 EQ1     | 2 tháng 3 năm 1998  | Caussols                           | ODAS                                             |
| 18635 Frouard          | 1998 EX1     | 2 tháng 3 năm 1998  | Caussols                           | ODAS                                             |
| 18636 Villedepompey    | 1998 EF2     | 2 tháng 3 năm 1998  | Caussols                           | ODAS                                             |
| 18637 Liverdun         | 1998 EJ2     | 2 tháng 3 năm 1998  | Caussols                           | ODAS                                             |
| 18638 Nouet            | 1998 EP3     | 2 tháng 3 năm 1998  | Caussols                           | ODAS                                             |
| 18639 Aoyunzhiyuanzhe  | 1998 ER8     | 5 tháng 3 năm 1998  | Xinglong                           | Chương trình tiểu hành tinh Bắc Kinh Schmidt CCD |
| 18640                  | 1998 EF9     | 7 tháng 3 năm 1998  | Xinglong                           | Beijing Schmidt CCD Asteroid Program             |
| 18641 -                | 1998 EG10    | 6 tháng 3 năm 1998  | Gekko                              | T. Kagawa                                        |
| 18642 -                | 1998 EF12    | 1 tháng 3 năm 1998  | La Silla                           | E. W. Elst                                       |
| 18643 van Rysselberghe | 1998 EK12    | 1 tháng 3 năm 1998  | La Silla                           | E. W. Elst                                       |
| 18644 -                | 1998 EX14    | 2 tháng 3 năm 1998  | Geisei                             | T. Seki                                          |
| 18645 -                | 1998 EM19    | 3 tháng 3 năm 1998  | La Silla                           | E. W. Elst                                       |
| 18646 -                | 1998 ED21    | 3 tháng 3 năm 1998  | La Silla                           | E. W. Elst                                       |
| 18647 Václavhübner     | 1998 FD2     | 21 tháng 3 năm 1998 | Ondřejov                           | P. Pravec                                        |
| 18648 -                | 1998 FW9     | 24 tháng 3 năm 1998 | Caussols                           | ODAS                                             |
| 18649 -                | 1998 FU10    | 24 tháng 3 năm 1998 | Caussols                           | ODAS                                             |
| 18650 -                | 1998 FX10    | 24 tháng 3 năm 1998 | Caussols                           | ODAS                                             |
| 18651                  | 1998 FP11    | 22 tháng 3 năm 1998 | Nachi-Katsuura                     | Y. Shimizu, T. Urata                             |
| 18652                  | 1998 FD15    | 21 tháng 3 năm 1998 | Kushiro                            | S. Ueda, H. Kaneda                               |
| 18653 Christagünt      | 1998 FW15    | 28 tháng 3 năm 1998 | Starkenburg Observatory            | Starkenburg                                      |
| 18654 -                | 1998 FR22    | 20 tháng 3 năm 1998 | Socorro                            | LINEAR                                           |
| 18655 -                | 1998 FS26    | 20 tháng 3 năm 1998 | Socorro                            | LINEAR                                           |
| 18656 Mergler          | 1998 FW29    | 20 tháng 3 năm 1998 | Socorro                            | LINEAR                                           |
| 18657 -                | 1998 FE30    | 20 tháng 3 năm 1998 | Socorro                            | LINEAR                                           |
| 18658 Rajdev           | 1998 FX31    | 20 tháng 3 năm 1998 | Socorro                            | LINEAR                                           |
| 18659 Megangross       | 1998 FD33    | 20 tháng 3 năm 1998 | Socorro                            | LINEAR                                           |
| 18660 -                | 1998 FL34    | 20 tháng 3 năm 1998 | Socorro                            | LINEAR                                           |
| 18661 Zoccoli          | 1998 FT34    | 20 tháng 3 năm 1998 | Socorro                            | LINEAR                                           |
| 18662 Erinwhite        | 1998 FV42    | 20 tháng 3 năm 1998 | Socorro                            | LINEAR                                           |
| 18663 Lynnta           | 1998 FW42    | 20 tháng 3 năm 1998 | Socorro                            | LINEAR                                           |
| 18664 Rafaelta         | 1998 FA43    | 20 tháng 3 năm 1998 | Socorro                            | LINEAR                                           |
| 18665 Sheenahayes      | 1998 FK49    | 20 tháng 3 năm 1998 | Socorro                            | LINEAR                                           |
| 18666 -                | 1998 FT53    | 20 tháng 3 năm 1998 | Socorro                            | LINEAR                                           |
| 18667 -                | 1998 FF62    | 20 tháng 3 năm 1998 | Socorro                            | LINEAR                                           |
| 18668 Gottesman        | 1998 FU62    | 20 tháng 3 năm 1998 | Socorro                            | LINEAR                                           |
| 18669 Lalitpatel       | 1998 FP63    | 20 tháng 3 năm 1998 | Socorro                            | LINEAR                                           |
| 18670 Shantanugaur     | 1998 FM64    | 20 tháng 3 năm 1998 | Socorro                            | LINEAR                                           |
| 18671 Zacharyrice      | 1998 FX64    | 20 tháng 3 năm 1998 | Socorro                            | LINEAR                                           |
| 18672 Ashleyamini      | 1998 FY65    | 20 tháng 3 năm 1998 | Socorro                            | LINEAR                                           |
| 18673 -                | 1998 FH66    | 20 tháng 3 năm 1998 | Socorro                            | LINEAR                                           |
| 18674 -                | 1998 FG69    | 20 tháng 3 năm 1998 | Socorro                            | LINEAR                                           |
| 18675 Amiamini         | 1998 FJ70    | 20 tháng 3 năm 1998 | Socorro                            | LINEAR                                           |
| 18676 Zdeňkaplavcová   | 1998 FE73    | 30 tháng 3 năm 1998 | Ondřejov                           | P. Pravec                                        |
| 18677 -                | 1998 FZ83    | 24 tháng 3 năm 1998 | Socorro                            | LINEAR                                           |
| 18678 -                | 1998 FS85    | 24 tháng 3 năm 1998 | Socorro                            | LINEAR                                           |
| 18679 Heatherenae      | 1998 FW102   | 31 tháng 3 năm 1998 | Socorro                            | LINEAR                                           |
| 18680 Weirather        | 1998 FS103   | 31 tháng 3 năm 1998 | Socorro                            | LINEAR                                           |
| 18681 Caseylipp        | 1998 FW103   | 31 tháng 3 năm 1998 | Socorro                            | LINEAR                                           |
| 18682 -                | 1998 FH107   | 31 tháng 3 năm 1998 | Socorro                            | LINEAR                                           |
| 18683 -                | 1998 FB111   | 31 tháng 3 năm 1998 | Socorro                            | LINEAR                                           |
| 18684 -                | 1998 FW116   | 31 tháng 3 năm 1998 | Socorro                            | LINEAR                                           |
| 18685 -                | 1998 FL117   | 31 tháng 3 năm 1998 | Socorro                            | LINEAR                                           |
| 18686 -                | 1998 FZ119   | 20 tháng 3 năm 1998 | Socorro                            | LINEAR                                           |
| 18687 -                | 1998 FA120   | 20 tháng 3 năm 1998 | Socorro                            | LINEAR                                           |
| 18688 -                | 1998 FA123   | 20 tháng 3 năm 1998 | Socorro                            | LINEAR                                           |
| 18689 Rodrick          | 1998 FR124   | 24 tháng 3 năm 1998 | Socorro                            | LINEAR                                           |
| 18690 -                | 1998 GB10    | 2 tháng 4 năm 1998  | Socorro                            | LINEAR                                           |
| 18691                  | 1998 HE1     | 17 tháng 4 năm 1998 | Xinglong                           | Chương trình tiểu hành tinh Bắc Kinh Schmidt CCD |
| 18692 -                | 1998 HJ14    | 22 tháng 4 năm 1998 | Haleakala                          | NEAT                                             |
| 18693 -                | 1998 HS19    | 29 tháng 4 năm 1998 | Haleakala                          | NEAT                                             |
| 18694 -                | 1998 HQ24    | 23 tháng 4 năm 1998 | Đài thiên văn Zvjezdarnica Višnjan | Đài thiên văn Zvjezdarnica Višnjan               |
| 18695 -                | 1998 HH27    | 21 tháng 4 năm 1998 | Kitt Peak                          | Spacewatch                                       |
| 18696 -                | 1998 HB34    | 20 tháng 4 năm 1998 | Socorro                            | LINEAR                                           |
| 18697 Kathanson        | 1998 HB39    | 20 tháng 4 năm 1998 | Socorro                            | LINEAR                                           |
| 18698 Racharles        | 1998 HX39    | 20 tháng 4 năm 1998 | Socorro                            | LINEAR                                           |
| 18699 Quigley          | 1998 HL45    | 20 tháng 4 năm 1998 | Socorro                            | LINEAR                                           |
| 18700 -                | 1998 HK54    | 21 tháng 4 năm 1998 | Socorro                            | LINEAR                                           |